# Sergio Cid
Sergio Cid Pintos (Montevideo, 25 de febrero de 1963) es un exfutbolista uruguayo que desempeñaba de lateral izquierdo.

## Trayectoria
Nació en el barrio Cordón en Montevideo en 1963. Se inició en las divisiones del club de la capital en el Nacional debutando en 1982, en el siguiente año sale campeón siendo unos de los mejores del plantel.
En 1985 deja el club para fichar por el  C. A. Progreso, saldría campeón en 1985 en el Torneo Competencia 1985, también salió campeón nacional en 1989 siendo figura estando en el club 5 años.
En 1990 ficharía por el cuadro merengue viniendo como flamante fichaje lastimosamente no cumplió con las expectativas teniendo diversas lesiones, saldría campeón el plantel estaban su compatriota y compañero Héctor Cedrés Juan Carlos Zubczuk, Andrés Gonzales, Roberto Martínez, José Luis Carranza conformando un buen equipo.
En el año 1992 ficha por el Cerro Largo por problemas de lesiones decide rertirarse del fútbol a la edad de 29 años.

## Clubes
| Club           | País      | Año         |
| -------------- | --------- | ----------- |
| Nacional       | Uruguay   | 1982 – 1984 |
| C. A. Progreso | Uruguay   | 1985 – 1989 |
| Universitario  | Perú      | 1990        |
| Racing         | Argentina | 1991        |
| Cerro Largo    | Uruguay   | 1991 – 1992 |

## Palmarés
| Título                      | Club                      | País    | Año  |
| --------------------------- | ------------------------- | ------- | ---- |
| Primera División de Uruguay | Nacional                  | Uruguay | 1983 |
| Primera División de Uruguay | C. A. Progreso            | Uruguay | 1989 |
| Primera División del Perú   | Universitario de Deportes | Perú    | 1990 |